# Zachary Heinzerling
Zachary Heinzerling é um cineasta americano. Como reconhecimento, foi nomeado ao Oscar 2014 na categoria de Melhor Documentário em Longa-metragem por Cutie and the Boxer.